# Johnny Shiloh
Pour plus de détails, voir Fiche technique et Distribution.
Johnny Shiloh est un téléfilm réalisé par James Neilson, produit par Walt Disney Productions et diffusé en deux épisodes à la télévision en 1963 dans l'émission Walt Disney's Wonderful World of Color. L'histoire est inspirée de l'enfance de Johnny Clem et basée sur le roman Johnny Shiloh: A novel of the Civil War (1959) de James A. Rhodes.

## Synopsis
L'histoire d'un jeune garçon pas encore adolescent, Johnny Clem, qui décide de rejoindre l'Armée de l'Union.

## Fiche technique
- Titre original : Johnny Shiloh
- Réalisateur : James Neilson assisté de John Chulay
- Scénario : Ronald Alexander et Dean Jauchius d'après Johnny Shiloh: A novel of the Civil War (1959) de James A. Rhodes[1]
- Directeur artistique : Carroll Clark, John B. Mansbridge
- Image : William E. Snyder
- Montage : Robert Stafford
- Décors : Emile Kuri, Charles S. Thompason
- Costumes : Chuck Keehne
- Maquillage : Pat McNalley
- Coiffure : Ruth Sandifer
- Musique : Buddy Baker
  - Chansons : Richard M. Sherman et Robert B. Sherman
- Technicien du son : Robert O. Cook (mixeur)
- Coordinateur de programme : Jack Bruner
- Producteur : Bill Anderson (coproducteur) assisté de Louis Debney
- Société de production : Walt Disney Productions

Sauf mention contraire, les informations proviennent des sources suivantes : John West et IMDb

## Distribution
- Brian Keith : Sergeant Gabe Trotter
- Kevin Corcoran : Johnny Lincoln Clem
- Darryl Hickman : Lieutenant Jeremiah Sullivan
- Skip Homeier : Captain MacPherson
- Edward Platt : General Thomas
- Regis Toomey : Mr. Clem
- Rickie Sorensen : Rusty
- Ben Morgan : Sam
- Eddie Hodges : Billy Jones
- Hayden Rorke : General Ulysses S. Grant
- Dan Riss : General Wheeler
- Don Harvey : Confederate Colonel
- Henry Wills : Stark
- Buck Taylor : Josh
- Billy Williams : Blue Raider #1

Source : Dave Smith, John West et IMDb

## Origine et production
Comme de nombreux téléfilms dramatique produits par les studios Disney, cette histoire est inspirée de faits réels l'enfance de Johnny Clem,. Elle est aussi basée sur le roman Johnny Shiloh: A novel of the Civil War (1959) de James A. Rhodes,. Johnny Clem a été blessé deux fois durant la Guerre de Sécession, capturé par les confédérés et nommé sergent dans l'Armée de l'Union à l'âge de 12 ans. Il reste sous les drapeaux durant la guerre, tente l'Académie militaire de West Point sans succès mais reste dans l'armée jusqu'en 1916 avec un grade de brigadier-général.
Les scènes de bataille ont été tournées au Golden Oak Ranch, le reste aux studios de Burbank avec la rue western décorée comme une ville durant la Guerre de Sécession tandis que deux gares de chemins de fer ont été construites dans les plateaux. Côté acteur, le film possède 80 rôles ayant des dialogues, a nécessité plusieurs centaines de figurants durant les 25 jours de tournage.
Le film a été diffusé dans l'émission Walt Disney's Wonderful World of Color (sur NBC) en deux parties le 20 janvier et le 27 janvier 1963,,.

## Analyse
Pour John West, l'histoire de ce téléfilm est plaisante sans être convaincante. West associe l'histoire de l'enfance de Johnny Clem à celle de Walt Disney et pense que le fondateur du studio devait apprécier celle du jeune militaire.